# Cheilotrema saturnum
Cheilotrema saturnum es una especie de pez de la familia Sciaenidae en el orden de los Perciformes.

## Morfología
• Los machos pueden llegar alcanzar los 45 cm de longitud total y 700 g de peso.

## Alimentación
Come cangrejos.

## Depredadores
En los Estados Unidos es depredado por elasmobranquios.

## Hábitat
Es un pez de clima subtropical (34°N-20°N) y demersal que vive hasta los 46 m de profundidad.

## Distribución geográfica
Se encuentra en el Océano Pacífico oriental: desde California (los Estados Unidos) hasta la Baja California (México ).

## Observaciones
Es inofensivo para los humanos.